# 焼きチョコ

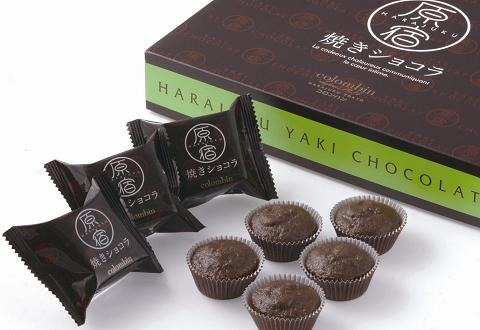
市販されている焼きチョコの例
「原宿焼きショコラ」

焼きチョコ（やきチョコ）は、洋菓子のチョコレート菓子の一種。チョコレートを製造段階で高温で焼くことで作られる。焼くことで、純粋なチョコレートと違ったサクッとした食感が楽しめること、夏のような高温の季節でも溶けずに食べられる等の特徴がある。
なお、日本では、粗悪品と区別するため不当景品類及び不当表示防止法により「チョコレート」の表示が規制されている。そのため、焼きチョコもジャンルとしては「チョコレート菓子」になる。

## 日本の焼きチョコ
市販されているものでは、コロンバンの原宿焼きショコラ、森永製菓のベイク等が有名である。これらのお菓子が人気が出てきたのは2010年頃であり、それまではあまり日本では注目されるお菓子ではなかった。また、明治のチョコまで焼いたたけのこの里のような加工したものも2013年現在では出てきている。

## 家庭での作り方
家庭用オーブン程度の火力でも、原材料のチョコレートさえあれば、焼きチョコは制作可能である。元々のチョコレートは、ジャンルを問わない。粒の大きさや原料、火力によって異なるが、焦げない程度の時間（1分半〜4分程度）で止めておくこと。香ばしい香りが漂って来たら、もう表面が焦げかけているので、すぐに火を止めること。